# Ma gonzesse (chanson)
Singles de Renaud
C'est mon dernier bal
(1979) J'ai la vie qui m'pique les yeux
(1979)
Pistes de Ma gonzesse
Sans dec'
(2)
Ma gonzesse est le deuxième single de Renaud tiré de son album Ma gonzesse sorti en 1979.
Elle est adressée à Dominique Quilichini, ex-épouse de Gérard Lanvin, que Renaud rencontre en 1977 et épouse le 1er août 1980,.
La chanson s'achève par une note d'humour à ce sujet puisque dans le dernier couplet, Renaud évoque le désir d'enfant qu'éprouvent « sa gonzesse » et lui mais le refus du « mari » de la gonzesse en question.